# 岸優太
岸 優太（きし ゆうた、1995年〈平成7年〉9月29日 - ）は、日本の歌手、俳優、タレント。TOBE所属。男性アイドルグループ・Number_iのメンバーで、King & PrinceおよびPrinceの元メンバー・初代リーダー。
埼玉県出身。

## 来歴
中学2年生の半ばごろにおばが履歴書を送り、2009年7月20日にジャニーズ事務所に入所。ジャニーズJr.内ユニット・Sexy Boyz（2013年）やSexy Boys（2014年）のメンバーとしても活動。初めてのオーディションを経て、2013年7月、日本テレビ系ドラマ『仮面ティーチャー』にて俳優デビューを果たす。
2015年1月に日本テレビ系ドラマ『お兄ちゃん、ガチャ』で連続ドラマに初主演。6月5日、「テレビ朝日・六本木ヒルズ 夏祭り SUMMER STATION」（7月18日 - 8月23日開催）の応援サポーターとして結成される期間限定ユニット・Mr.King vs Mr.Princeのメンバーに選ばれる。8月20日にユニットを継続することが発表され、以降、同メンバーおよび「Prince」として活動を続ける。
2018年5月23日、新レーベル・Johnny's UniverseからKing & Princeとして『シンデレラガール』でCDデビューした。
2020年8月22日から23日に日本テレビで放送された『24時間テレビ43』にて、井ノ原快彦、増田貴久、北山宏光、重岡大毅と共にメインパーソナリティを務めた。
2021年8月21日から22日に日本テレビで放送された『24時間テレビ44』ではKing & Princeとしてメインパーソナリティー（岸は昨年に続いて2年連続）を務めたほか、同番組で行われた企画『復興への想いを繋ぐ 募金リレー』の第1走者を務めた。
2022年11月4日、平野紫耀、神宮寺勇太とともに2023年5月にKing & Princeから脱退し、2023年秋にジャニーズ事務所を退所すると発表。
2023年5月22日、平野、神宮寺とともにKing & Princeを脱退。平野と神宮寺は同日付で事務所も退所したが、岸は在籍のままとなった。8月24日公開映画『Gメン』で、映画初主演を務めた。9月30日、ジャニーズ事務所を退所した。10月15日、元ジャニーズ事務所副社長の滝沢秀明が設立した「株式会社TOBE」への加入と、平野、神宮寺とともに新グループ・Number_iを結成することが発表された。12月26日、第36回 日刊スポーツ映画大賞・石原裕次郎賞「ファンが選ぶ最高演技賞」を受賞した。
2024年4月14日、個人公式Instagramを開設した。
2024年12月よりワールド オブハイアットのジャパンアンバサダーに就任したほか、2025年1月よりバナナリパブリックのブランドアンバサダーに就任している。

## 人物
愛称は、岸くん。2歳上の兄と3歳下の妹がおり、父子家庭で育った。
Sexy Zoneの佐藤勝利とは、年齢もジャニーズ事務所への入所日も近く親友である。それぞれの名前をもじって「優勝コンビ」と呼ばれていた。
先に野球をやっていた兄に憧れ、小学5年生から野球を始めた。
趣味は、タロット占い。特技は、料理と足をつること。
TOBEへの加入が発表された2023年10月15日より、公式X（旧Twitter）アカウントを開設した。

## 受賞歴
- TVnavi ドラマ・オブ・ザ・イヤー 2015 - 新人男優賞[32]（『お兄ちゃん、ガチャ』）
- 第25回 日刊スポーツ・ドラマグランプリ 2021年度 夏ドラマ - 助演男優賞[33]（『ナイト・ドクター』）
- 第36回 日刊スポーツ映画大賞・石原裕次郎賞 - ファンが選ぶ最高演技賞[23]（『Gメン』）

## 出演
個人での出演のみ。グループでの出演はSexy Boyz、King & Prince#出演、Number_i#出演を参照。

### テレビドラマ
- 仮面ティーチャー（2013年7月7日 - 9月29日、日本テレビ） - 獅子丸 役[34]
- 近キョリ恋愛 〜Season Zero〜（2014年7月19日 - 10月11日、日本テレビ） - 鮎川奏多 役[35]
- お兄ちゃん、ガチャ（2015年1月10日 - 3月28日、日本テレビ） - 主演・トイ / 御手洗明彦 役（鈴木梨央とW主演）[36][13]
- 黒崎くんの言いなりになんてならない（2015年12月22日 - 23日、日本テレビ） ‐ 梶祐介 役[37][38]
- Rの法則スペシャル 大江戸ロボコン（2017年11月27日 - 30日、NHK） - 主演・安室将也 役[39]
- ナイト・ドクター（2021年6月21日 - 9月13日、フジテレビ） - 深澤新 役[40]
- 必殺仕事人（2022年1月9日、朝日放送テレビ・テレビ朝日） - 明神亥ノ吉 役[41]
- すきすきワンワン!（2023年1月24日 - 3月28日、日本テレビ） - 主演・雪井炬太郎 役[42][43]

### 映画
- 劇場版 仮面ティーチャー（2014年2月22日、博報堂DYミュージック&ピクチャーズ）- 獅子丸 役[44]
- 黒崎くんの言いなりになんてならない（2016年2月27日、博報堂DYミュージック&ピクチャーズ）- 梶祐介 役[12][45]
- ニセコイ（2018年12月21日、東宝）- 舞子集 役[46]
- Gメン（2023年8月25日、東映）- 主演・門松勝太 役[47][48]

### バラエティ番組
- 痛快TV スカッとジャパン（フジテレビ）
  - 新春スカッとジャパン内村もドラマに登場!3時間半SP「胸キュンスカッと 思わせぶりなアイツ」（2017年1月2日） - 上田周平 役[49]
  - 「ポジティブシンキングスカッと」（2019年6月17日） - 悟史 役 他[50]
- 密会レストラン（2019年5月5日[51]・9月23日[52]・2020年9月21日[53]・2021年3月25日[54]・12月23日[55]・2022年3月17日[56]、NHK総合） - MC
- ザ!鉄腕!DASH!!（2020年4月- 、日本テレビ） - 番組内コーナー「新宿DASH」や「DASH村」を中心に出演
- VS魂（2021年1月3日 - 2022年4月21日、フジテレビ）- 魂チームのレギュラー[57]
- VS魂グラデーション （2022年4月28日 - 2023年9月28日、フジテレビ）- 魂チームのレギュラー[58][59]

### 特別番組
- 24時間テレビ43（2020年8月22日 - 23日、日本テレビ） - メインパーソナリティ[17]

### CM・広告
- ハウス食品「とんがりコーン」（2015年）[60]
- プレミアアンチエイジング「デュオ ザ クレンジングバーム」（2020年9月 - 2023年）[61][62][63]
- SERAO「38 colors mask」（2021年6月3日 - ）[64]
- 池田模範堂「ヒビケアパッド」（2024年10月22日 - ）[65]
- ワールド オブ ハイアット（2024年12月19日 - ） - ジャパン・アンバサダー[66]
- バナナ・リパブリック（2025年1月30日 - ） - ブランドアンバサダー[67]

### 舞台
- 滝沢歌舞伎 2011（2011年4月8日 - 5月8日、日生劇場）[68]
- SUMMARY
  - SUMMARY 2011（2011年8月7日 - 9月11日、TOKYO DOME CITY HALL）[69][70]
  - Johnny's Dome Theatre 〜SUMMARY〜（2012年9月8日 - 9日、TOKYO DOME CITY HALL）[71]
- 少年たち 格子無き牢獄（2011年9月5日 - 29日、日生劇場）[68][72]
- 帝劇 Johnnys Imperial Theatre Special「Kis-My-Ft2 with ジャニーズJr.」（2011年9月27日 - 29日、帝国劇場）[68][73]
- SHOCKシリーズ - ユウタ 役
  - Endless SHOCK（2013年2月4日 - 3月31日、帝国劇場 / 4月8日 - 30日、博多座 / 9月2日 - 29日、梅田芸術劇場）[74][75]
  - Endless SHOCK（2014年2月4日 - 3月31日、帝国劇場）[76]
  - Endless SHOCK 15th Anniversary（2015年2月3日 - 3月31日、帝国劇場）[77][78]
- JOHNNYS' 2020 WORLD -ジャニーズ トニトニ ワールド-（2013年12月7日 - 2014年1月27日、帝国劇場）[79]
- ジャニーズ銀座 2015（2015年4月24日 - 4月26日・5月30日 - 6月1日、シアタークリエ）[80]
- DREAM BOY
  - DREAM BOYS（2019年9月3日 - 27日、帝国劇場） - 主演・ユウタ 役[81][82]
  - DREAM BOYS（2020年12月10日 - 2021年1月27日、帝国劇場） - 主演・ユウタ 役[83]

### コンサート
- フレッシュジャニーズJr. IN 横浜アリーナ（2012年12月16日、横浜アリーナ）[84]
- ガムシャラ J's Party !! Vol.3（2014年4月16日 - 17日、EXシアター六本木）[85]
- ガムシャラ J's Party !! Vol.6（2014年12月17日 - 18日、EXシアター六本木）[86]
- ガムシャラ! サマーステーション〔チーム「武」〕（2015年7月24日・26日・27日・31日・8月1日、EXシアター六本木）[87]

## 書籍

### 雑誌連載
- 麻布台出版『ポポロ』「相思相愛♡交換ダイアリー」（2019年5月号 - 2023年5月号）[88][89]  - 佐藤勝利との隔月連載。
- ワニブックス『WiNK UP』「キシノシキ―岸くんの春夏秋冬考えていること―」（2019年11月号 - 2023年10月号）[90][91]
- 東京ニュース通信社『週刊TVガイド』「週刊VS魂ガイド」（2021年2/5号 - 2023年9/29号） - 『VS魂』とのコラボ連載。[92][93]
- KADOKAWA『月刊ザテレビジョン』「Team 魂通信」（2021年5月号 - 連載終了） - 『VS魂』とのコラボ連載。[94]